# Red Special

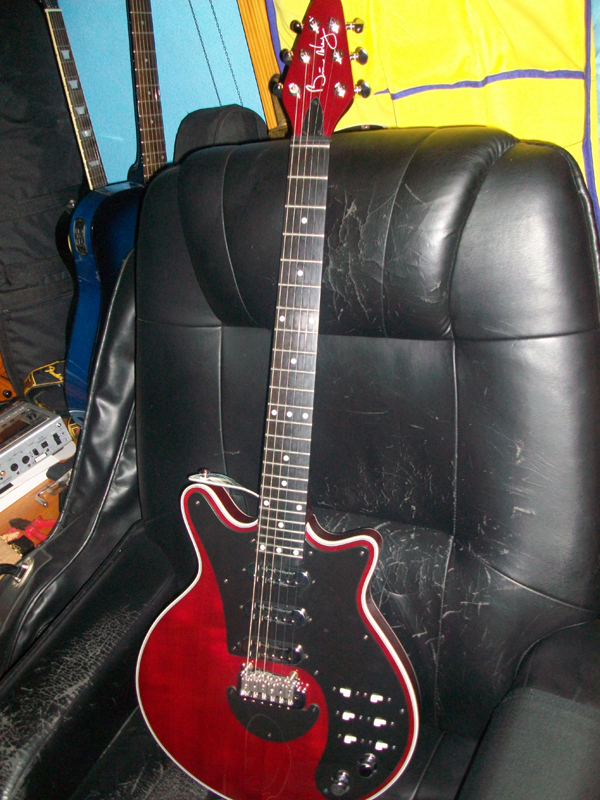
Réplica original de la Red Special.

The Red Special («La roja especial»), conocida también como The Fireplace («La chimenea») o The Old Lady («La vieja dama») es la guitarra eléctrica de Brian May, guitarrista del grupo Queen.
Fue construida entre 1963 y 1964 por el propio Brian con la ayuda de su padre, Harold May, ingeniero electrónico. El motivo para hacerlo fue doble: en primer lugar, no podía costearse una de las entonces codiciadas Fender Stratocaster o Gibson Les Paul; y en parte lo tomó como un desafío, con la intención de diseñar desde cero un instrumento con las características propias de lo que él consideraba la guitarra perfecta.
Para su construcción utilizó los restos de una chimenea antigua, un trozo de una mesa, un muelle de una motocicleta, o las agujas de coser de su madre, entre otros objetos. Sirviéndose de herramientas también muy simples, tardó 18 meses en terminarla con un gasto inferior a 18 libras de la época (equivalente a unas 400 libras actuales). Se trata por tanto de un modelo único, aunque con posterioridad varios luthiers han construido un número limitado de réplicas del original, y marcas de instrumentos como Guild o Burns han fabricado modelos comerciales de serie.

## Historia
La historia de la Red Special comenzó en 1963, cuando Brian May, con tan solo 16 años, se dio cuenta de que con su guitarra acústica no podía interpretar las canciones que escuchaba en la radio y trataba de emular. Así que decidió cambiar su guitarra acústica por una eléctrica, pero en esa época el joven Brian no disponía del dinero para comprarse las caras Gibson y Fender que había en el mercado, ni tampoco las copias más baratas de esas marcas. Así que con la ayuda de su padre, Harold May (ingeniero electrónico), decidió embarcarse en un difícil proyecto: fabricarse su propia guitarra, trabajo que comenzó en agosto de 1963 en un dormitorio de su casa convertido en taller. Para la elección del material, Brian tuvo que buscar minuciosamente. Por ejemplo, para el mástil utilizaron la madera del marco de una chimenea que un amigo de la familia iba a tirar. La madera era pura caoba, y aunque estaba vieja y algo apolillada Brian logró darle forma a mano. Así lo explica él mismo:

El mástil formaba parte de una chimenea que iba a ser destruida. La caoba era de buena calidad, pero era tan vieja que estaba algo apolillada. Rellené los agujeros con madera de cerilla y los cubrí con una capa de Rustin's Plastic Coating (hay un montón en el cuello, aunque ahora se están desprendiendo un poco). La caja de la guitarra la hicimos de un robusto trozo de roble. En un momento determinado, el escoplo estropeó parte de la madera de la caja, y me sentí tan frustrado que tiré todo por la ventana y empecé de nuevo. Las herramientas utilizadas a lo largo del proyecto también estaban hechas a mano, y las que no lo estaban eran herramientas sencillas. En el lugar en el que están unidos el cuerpo y el mástil sólo utilicé un cortaplumas y una lija, porque no teníamos ninguna herramienta más compleja.

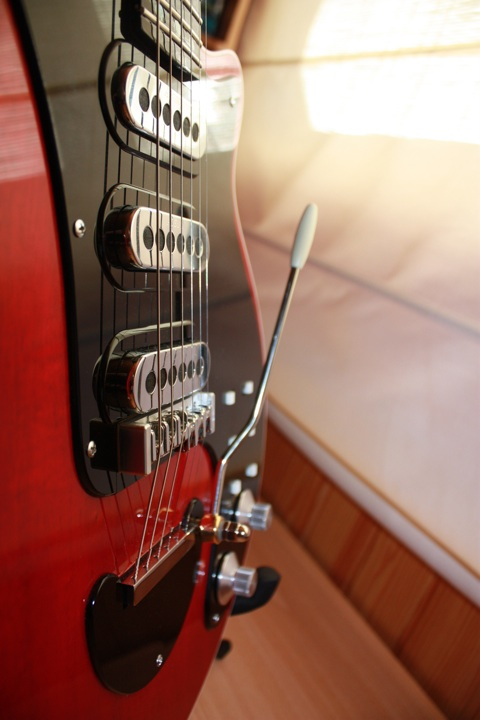
Cuerpo de una Red Special.

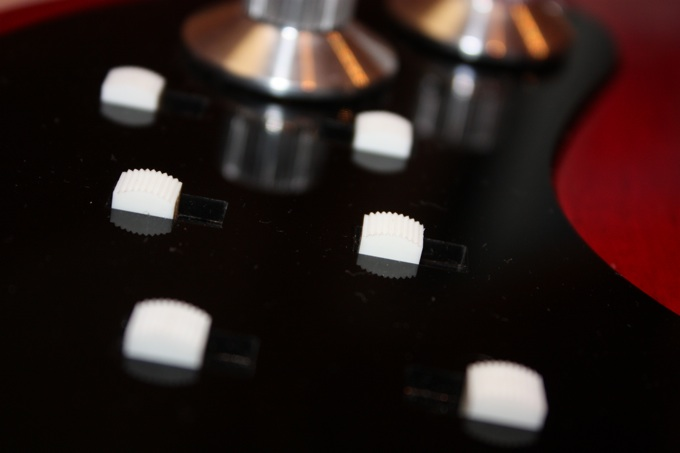
Detalle de los interruptores.

Para los marcadores del diapasón, Brian rebuscó en el costurero de su madre Ruth, y encontró unos botones de madre perla. Esos botones se convertirían en los marcadores del diapasón de la "Red Special", botones que aún duran en la guitarra. Las cuerdas las tuvo que comprar, ya que no encontraba ningún sustituto adecuado para ellas. El siguiente paso era construir las pastillas (las tomas de sonido). Brian construyó uno con dos cables atados a unos imanes, pero el resultado no fue el esperado, así que decidió comprar unos fonocaptores Burns Tri-Sonic a tres guineas cada uno, aunque a Brian tampoco le gustó el resultado y decidió hacer unos pequeños retoques. "Los volví a enrollar y los rellené con Araldite, menos el del "puente" que probablemente lo haga algún día". El brazo del trémolo lo hizo con un trozo de acero bastante especial, que él mismo modeló después. Para equilibrarlo utilizó dos resortes de válvulas de motocicleta: "El brazo de trémolos es una de esas cosas para aguantar los cestos de las bicicletas, y la punta de plástico del final está hecho con una aguja de hacer ganchillos. Los resortes del trémolo son de una motocicleta (ahora no recuerdo de que tipo), pero un amigo mío tenía montones de resortes de válvulas de motocicletas, y usamos eso". Además del novedoso sistema de switches la Red Special originalmente tenía un séptimo switch de color rojo el cual accionaba un efecto Fuzz incorporado en el circuito de la guitarra (que fue definitivamente retirado luego de la grabación del primer disco de la banda y el agujero tapado con un sticker circular de color rojo).
Y por fin, tras un año y medio de trabajo, y con un coste de 18 libras esterlinas, la Red Special emergió. No se parecía a ninguna otra guitarra y su sonido era y es bastante particular, diferente al del resto de las guitarras "normales". Antes de tener la guitarra finalmente terminada, Brian la llevó a la escuela, pero se sentía molesto porque no tenía el aspecto de una guitarra comercial. Pero tras pulirla y barnizarla, la guitarra quedó impecable y ya parecía una de las profesionales. Al volver a llevarla a la escuela sus compañeros quedaron tan impresionados que uno de ellos ofreció cambiársela por su guitarra comprada; obviamente Brian le dijo que no.
Brian continuó buscando el sonido que él perseguía. Tras muchos experimentos, descubrió que tocando con una moneda de seis peniques como púa conseguía un sonido puro y limpio. Y usando esa moneda es como Brian ha tocado en todos los discos y todos los recitales de Queen
Su Red Special acompañó a Brian durante todas las giras y es la guitarra que se escucha en todos los discos y videos de Queen, a excepción de los vídeos de "Crazy Little Thing Called Love" con una Fender Telecaster negra, "Back Chat" donde se le ve usando una vieja Fender Telecaster perteneciente a la colección personal de Roger Taylor, El videoclip de "Play The Game" en donde usa una Fender Stratocaster, y "Princes of the Universe" en el cual usa una Washburn RR-V.

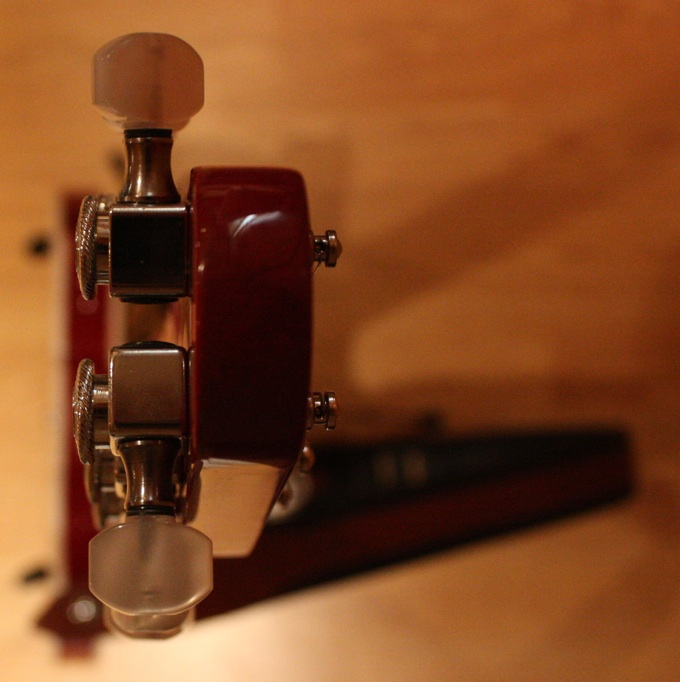
Una Red Special vista desde arriba.

A finales de los 90, el lutier australiano Greg Fryer restauró la Red Special arreglando los pequeños y grandes problemas que tenía la guitarra a causa del desgaste, dejándola casi como nueva. También fabricó 3 copias de la misma (Brian las bautizó  John y Paul), y George por el comediante George Burns entregándole 2 a Brian y quedándose con una (Paul). 
En 2004, el lutier inglés Andrew Guyton comenzó la fabricación de 50 copias de la Red Special. Cuarenta en rojo (por el 40.º aniversario de la guitarra) y diez en verde (a Brian le gustaban mucho las réplicas de Guild hechas en ese color).
A principios de 2006, la guitarra fue nuevamente objeto de mejoras siendo instalado en ella un nuevo jack e incluso reemplazando el traste 0. El retrasteo completo del mástil fue sugerido para facilitar a Brian la ejecución (ya que, después de la gira de 2005, Brian sufrió de dolores en su mano izquierda), pero Brian no quiso saber nada al respecto.